# Lupinus herzogii
Lupinus herzogii är en ärtväxtart som beskrevs av Oskar Eberhard Ulbrich. Lupinus herzogii ingår i släktet lupiner, och familjen ärtväxter. Inga underarter finns listade i Catalogue of Life.